# Codex Manesse
Il Codex Manesse o codice manessiano, anche conosciuto come Große Heidelberger Liederhandschrift, è il più ricco e famoso canzoniere medievale in lingua tedesca. Questo codice di grande formato (35,5×25 cm) consiste in 426 fogli di pergamena e contiene su ambedue i lati testi e preziose miniature. Viene conservato nella Biblioteca Universitaria di Heidelberg.
La raccolta contiene opere poetiche in lingua alto-tedesca media (Mittelhochdeutsch). Il suo nucleo è stato composto intorno al 1300 a Zurigo, probabilmente in correlazione con il collezionismo della famiglia patrizia zurighese dei Manesse. Fino circa al 1340 vi sono state inserite varie aggiunte (vedi bibliografia). Il codice raccoglie testi fino allora tramandati solo oralmente, trascritti su fogli singoli o conosciuti attraverso repertori limitati. Con il florilegio di 140 poeti e le circa 6000 strofe, il codice risulta una summa rappresentativa di canzoni profane medievali e costituisce una delle fonti principali della poesia d'amor cortese tedesca, il cosiddetto Minnesang.
Il manoscritto è divenuto famoso soprattutto grazie alle sue 137 miniature policrome a pagina intera che precedono le liriche dei rispettivi Minnesänger. Esse raffigurano i poeti in scene idealizzate di corte, di festività e di tornei, e costituiscono il documento più importante della miniatura gotica alto-renana. Queste miniature hanno influenzato in modo durevole l'immagine moderna del Medioevo cavalleresco.

## Contenuto e struttura

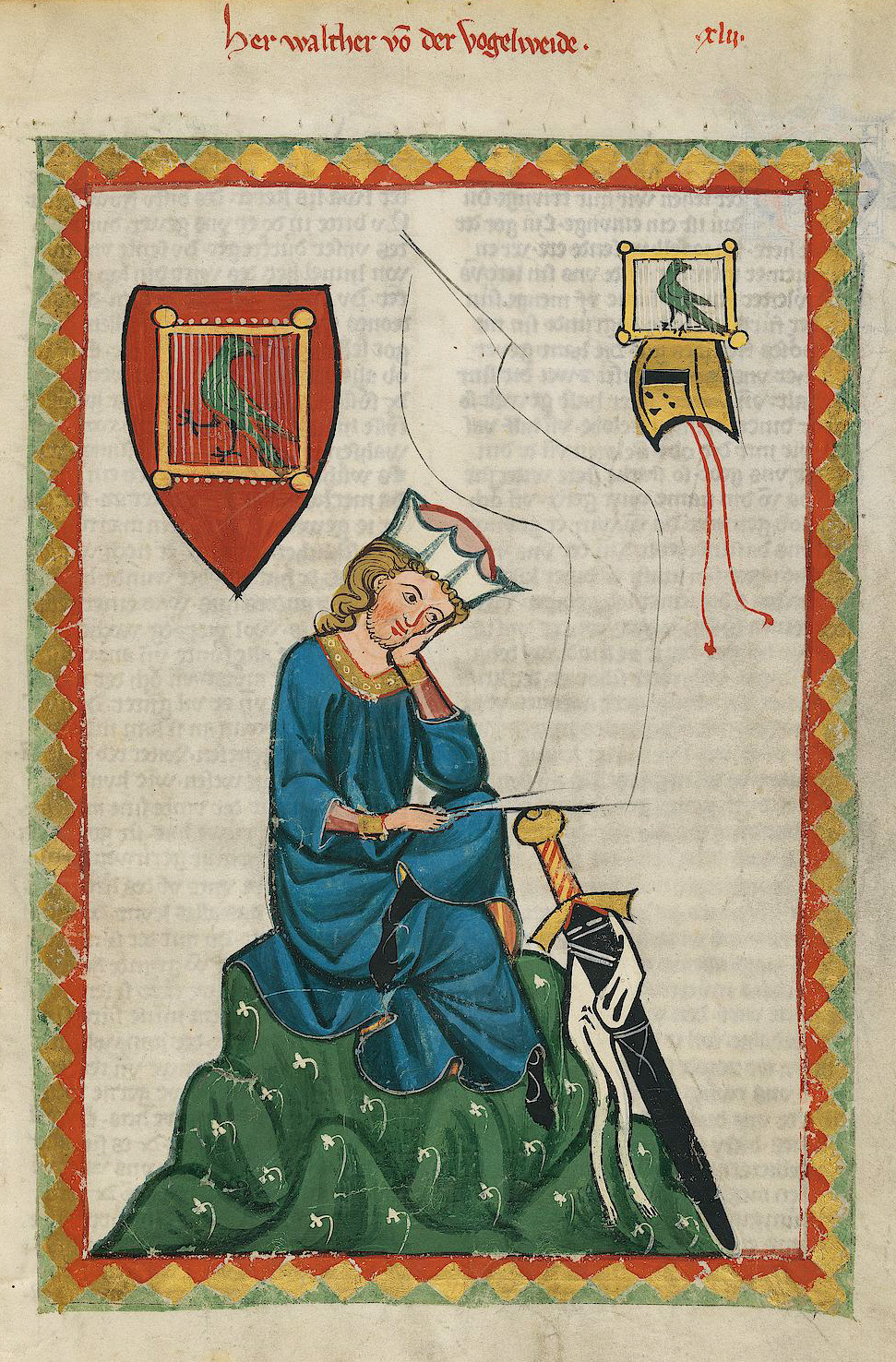
Ritratto di Walther von der Vogelweide Codex Manesse, folio 124 recto

Il Codice Manesse, redatto in scrittura gotica da diverse mani, tramanda la lirica alto-tedesca media nell'intera varietà di generi e delle forme (canzoni dette Lieder, sequenze affini al lai dette Leichs, poesia sentenziosa didascalica chiamata Sangsprüche) dagli inizi dell'arte lirica profana (con il poeta di Kürenberg, attivo intorno al 1150/60) fino al momento della redazione del manoscritto (Johannes Hadlaub attestato attorno al 1300). Siccome mancano le notazioni melodiche dei testi, le melodie che originariamente li accompagnavano si possono soltanto intuire attraverso il raffinamento formale, l'andamento ritmico della sintassi e la complessità degli schemi rimici delle canzoni.
Il manoscritto contiene 140 raccolte poetiche, quasi tutte introdotte da un'immagine a pagina intera dell'autore (spesso raffigurato con stemmi e altri attributi caratterizzanti). È ordinato secondo le forme metriche e comprende complessivamente 6000 strofe. Si tratta soprattutto di Minnesang, canzoni d'amor cortese, ma anche di liriche didattiche e religiose. La successione delle singole raccolte si basa sull'estrazione sociale degli autori. Aprono il codice i poeti più nobili, i sovrani svevi - l'imperatore Enrico VI e suo bisnipote re Corradino di Svevia-, seguiti da principi, duchi e baroni – tra cui Walther von der Vogelweide -, fino a giungere ai meister, i cantori di origini non nobili.
Il Codice Manesse è il risultato di un complesso procedimento di collezione mai portato a termine. Il manoscritto si apre con un indice, redatto da un primo copista, successivamente completato da copisti posteriori con aggiunte laterali. Né i testi né le 138 immagini complessive risalgono a un medesimo tempo, tanti elementi sono stati inseriti e riordinati in seguito. All'interno dei testi dei singoli autori sono rimaste delle lacune; circa un sesto delle pagine furono lasciate vuote per supplementi successivi. Le 140 pagine vuote e le numerose pagine riempite a metà testimoniano che il manoscritto è stato concepito fin dall'inizio come una collezione aperta, da completare progressivamente. È palese l'intenzione di raccogliere la poesia lirica, anche quella contemporanea, nel modo più completo possibile, almeno nella misura in cui era legata o collegabile a un autore. Alcuni testi sono andati persi anche per via di fogli mancanti. Le iniziali delle strofe sono scritte in blu e in rosso. Talora sono presenti ornamenti in margine.
Si distinguono il nucleo di base (redatto verso l'inizio del XIV secolo) che comprende le liriche di 110 autori e vari strati successivi, aggiunti fino verso la metà del secolo, con opere di altri trenta autori. Le miniature sono state eseguite da quattro artisti. Il pittore del nucleo di base ne ha dipinte 110, il pittore successivo ne ha approntate venti, il terzo quattro e il quarto tre (più uno schizzo).

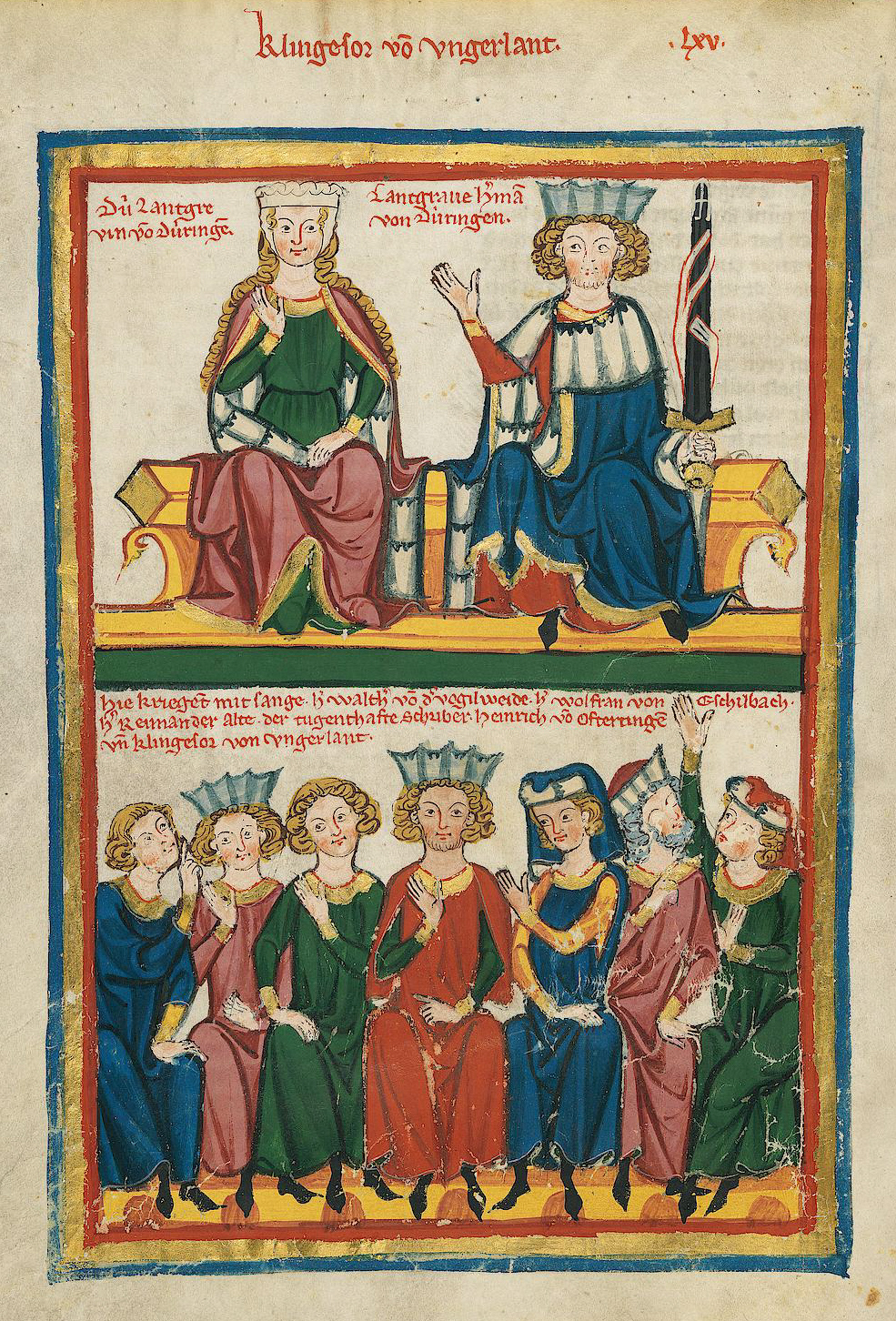
Gara poetica al castello di Wartburg Codex Manesse, folio 219 verso

Anomala è la raccolta attribuita al mago d'Ungheria „Klingesor von vngerlant“ (autore fittizio non esistito in realtà), poiché non vi figurano solo le sue poesie, ma anche, in forma antologica, testi poetici di cinque altri Minnesänger, a ciascuno dei quali nel codice è dedicato pure un florilegio specifico. L'anomalia è dovuta all'intento di rappresentare la gara poetica che si svolse al castello di Wartburg. I coniugi ospitanti, il langravio Ermanno I di Turingia e sua moglie Sofia di Wittelsbach, troneggiano sui sei cantori rappresentati nell'atto della recita.

## Composizione
Preziose informazioni sull'origine del manoscritto sono offerte dallo zurighese Johannes Hadlaub, che visse nella prima metà del Trecento e faceva parte della cerchia della famiglia nobiliare dei Manesse, la quale aveva una forte propensione per il collezionismo ed era appassionata al Minnesang svevo.
Nell'“Elogio dei Manesse”, contenuto nel folio 372r del manoscritto, Johannes Hadlaub loda la completezza della raccolta impostata dall'illustre membro del consiglio zurighese Rüdiger Manesse il Vecchio (maggiorenne nel 1252, morto nel 1304) e da suo figlio Johannes, tesoriere capitolare morto nel 1297. Anche se la partecipazione diretta di Rüdiger Manesse alla produzione dell'omonimo manoscritto non è provata, è verosimile supporre che i libri di canzoni della famiglia Manesse, citati da Hadlaub, rappresentino il fondamento a partire da cui è stato allestito il famoso codice.
Hadlaub menziona in altre canzoni alcuni illustri cittadini zurighesi, così come la badessa imperiale Elisabeth da Wetzikon, il conte del Toggenburg, il vescovo di Costanza, come pure gli abati di Einsiedeln e di Petershausen. Hadlaub mette in scena delle situazioni liriche stereotipate e utilizza i nomi illustri di politici dell'epoca per conferire al contenuto delle proprie canzoni una parvenza di realtà.

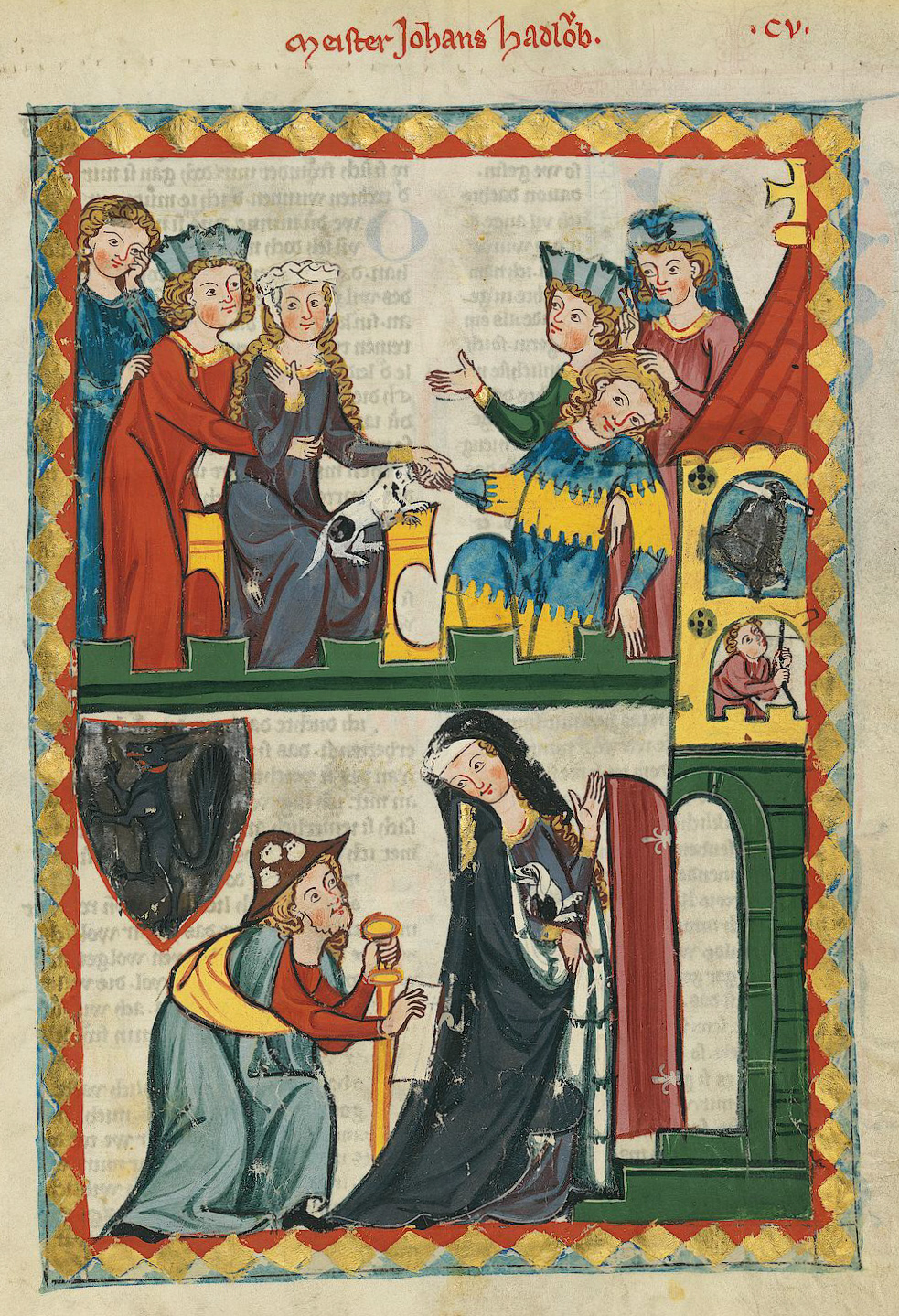
Ritratto di Johannes Hadlaub Codex Manesse, folio 71 recto

## Storia movimentata del manoscritto
Non è noto a chi appartenesse inizialmente, comunque, già nella seconda metà del XV secolo, verosimilmente non si trovava più a Zurigo. Intorno al 1575-1580 appartenne quasi certamente a un mercante fiammingo, interessato per motivi professionali agli stemmi nobiliari. Poco dopo è documentato nuovamente in Svizzera, nel lascito del barone Johann Philipp von Hohensax, che molto probabilmente lo aveva acquistato nelle Fiandre. Certo è che, dopo la morte del barone, il conte palatino di Zweibrücken e l'erudito Marquard Freher di Heidelberg tentarono in vario modo di entrare in possesso del codice. Nel 1604 l'umanista svizzero Melchior Goldast fu il primo studioso del manoscritto, di cui pubblicò diverse poesie didascaliche. Fu lui stesso a favorire il ritorno del manoscritto a Heidelberg, dove dal 1607 fece parte per quindici anni della famosa collezione della Biblioteca Palatina. Durante la Guerra dei trent'anni, nel 1622, il codice fu portato in salvo nei Paesi Bassi, forse proprio dallo stesso Federico V del Palatinato. Qualche decennio più tardi, però, si trovava nella biblioteca privata dell'erudito francese Jacques Dupuy, il quale lasciò la sua collezione in eredità al re di Francia. Pertanto il codice entrò a far parte della Biblioteca Reale francese.
La riscoperta del manoscritto nel 1815 da parte di Jakob Grimm segnò l'inizio di una lunga serie di tentativi da parte della Germania di riappropriarsene. Solo nel 1888 il manoscritto da Parigi poté far ritorno nella biblioteca di Heidelberg, dove si trova tutt'oggi.
In ragione di questa sua storia movimentata, il Codice Manesse è anche denominato Grosse Heidelberger Liederhandschrift ("Grande manoscritto di canzoni di Heidelberg") o Pariser Handschrift ("Manoscritto parigino"). Gli esperti di Minnesang lo designano poi come "Codice C". Tale sigla fu coniata dal filologo Karl Lachmann per distinguerlo dai due manoscritti più antichi del Minnesang: il cosiddetto piccolo manoscritto di Heidelberg (Kleine Heidelberger Liederhandschrift, manoscritto A) e il manoscritto di Weingarten (Weingartner Liederhandschrift, manoscritto B).

## Edizioni e mostre
L'erudito svizzero Johann Jakob Bodmer pubblicò per la prima volta una parte del Codice Manesse nell'anno 1748 con il titolo di Manessische Handschrift. Il testo non è stato solo pubblicato a più riprese in edizioni storico-critiche rivedute, bensì – a differenza di altri manoscritti – è stato ristampato a partire dal 1887 in numerose edizioni facsimile artisticamente improntate.
Per ragioni di tutela, il manoscritto originale può essere presentato solo di rado al pubblico. Nel 1991 il Codice Manesse è ritornato per poco tempo alle sue radici zurighesi nell'ambito della mostra dedicata a Il manoscritto di canzoni Manesse a Zurigo, allestita al Museo nazionale di Zurigo.
In occasione del 625º anniversario della fondazione dell'Università di Heidelberg ha avuto luogo una mostra nella biblioteca universitaria, durante la quale si è potuto ammirare il Codice Manesse in forma originale e facsimile.